# Vinicius para Crianças - Arca de Noé
Vinicius para Crianças - Arca de Noé va ser un programa de televisió brasiler dirigit per Evaldo Rui, basat en l'àlbum A Arca de Noé de Vinicius de Moraes.
Amb la direcció general de Augusto César Vannucci el musical fou emès originalment el 10 d'octubre de 1980 a Rede Globo. Va ser el primer programa de la televisió brasilera en guanyar um premi Emmy.

## Producció
L'escenògraf Federico Padilla va crear amplis espais, instal·lats al Teatre Fênix, al barri Jardim Botânico, a Rio de Janeiro, que permeten un gran moviment de músics i actors a l'escenari.
L'escenari també va fer ús d'alguns efectes, com ara el croma, una característica que permet que la imatge capturada per una càmera s'insereixi sobre una altra, creant la impressió de primer pla i de fons. Així es va poder crear un ambient lúdic, reforçant la poesia de Vinicius de Moraes.

## Números musicals
| Cançó           | Artista(s)                        |
| --------------- | --------------------------------- |
| "A Arca"        | Milton Nascimento i Chico Buarque |
| "A Porta"       | Fábio Jr.                         |
| "A Foca"        | Alceu Valença                     |
| "A Pulga"       | Bebel Gilberto                    |
| "As Abelhas"    | Moraes Moreira                    |
| "O Pato"        | MPB4                              |
| "São Francisco" | Ney Matogrosso                    |
| "O Gato"        | Marina Lima                       |
| "A Casa"        | Boca Livre                        |
| "Aula de Piano" | As Frenéticas i Martim Francisco  |
| "O Relógio"     | Walter Franco                     |
| "A Corujinha"   | Elis Regina                       |
| "Menininha"     | Toquinho                          |

## Premis
| Any  | Premi                         | Categoria                              | Resultat  |
| ---- | ----------------------------- | -------------------------------------- | --------- |
| 1981 | 9th International Emmy Awards | Arts Populars                          | Guanyador |
| 1981 | Premis Ondas                  | Millor Programa de TV de l'Any         | Guanyador |
| 1981 | Iris Award                    | Millor Programa de televisió estranger | Guanyador |
| 1982 | Prêmios APCA                  | Millor Programa Musical                | Guanyador |